# 315046 Gianniferrari
315046 Gianniferrari este o planetă minoră (asteroid) din centura de asteroizi. A fost descoperită pe 13 februarie 2007 la San Marcello de Luciano Tesi⁠(d). 
Obiectul prezintă o orbită caracterizată de o semiaxă mare de 2,7351590020561 UAi, o excentricitate de 0,05, o înclinație de 14,3 ° în raport cu ecliptica.